# Saviem

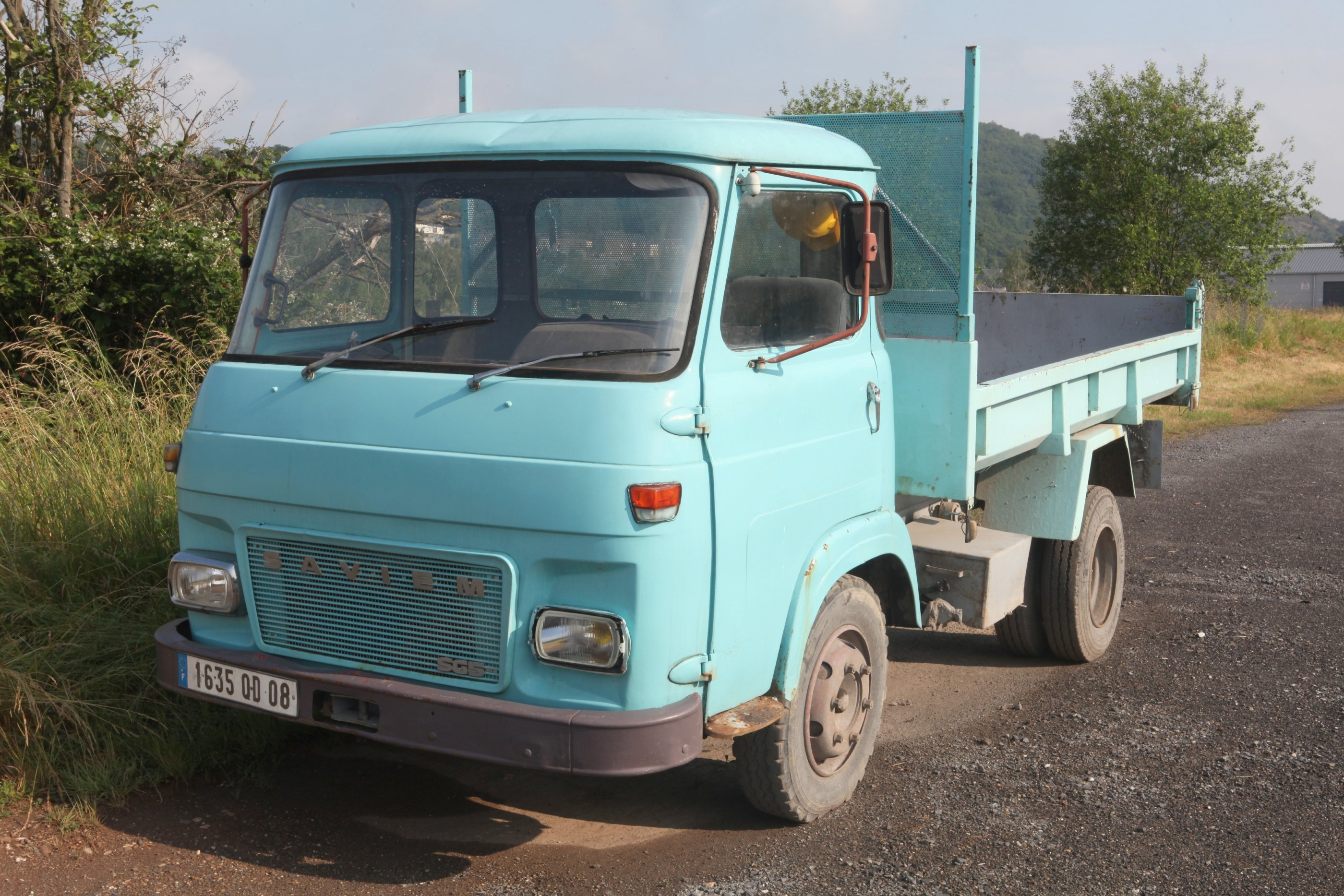

Saviem,  akronym för Société Anonyme de Véhicules Industriels et d’Equipements Mécaniques, var en fransk lastbilstillverkare.
Saviem grundades 1955 genom sammanslagningen av Latil, Somua och Renaults lastbilsdivision. 1978 slogs Saviem samman med Berliet och fick 1979 namnet Renault Véhicules Industriels (dagens Renault Trucks). 1967–1977 samarbetade man med MAN Nutzfahrzeuge. Man ingick även i samarbetet De fyras klubb tillsammans med Volvo, DAF och Klöckner-Humboldt-Deutz (Magirus).